# Die größten Bassisten aller Zeiten
Die größten Bassisten aller Zeiten sind zwei von US-amerikanischen Magazinen veröffentlichte Artikel mit Listen von bedeutenden Bassisten. Während der von der Pop-Zeitschrift Rolling Stone am 1. Juli 2020 veröffentlichte Artikel 50 Bassisten umfasst, weist die vom Magazin Guitar World erstmal 2017 veröffentlichte und zuletzt am 10. August 2020 angepasste Übersicht 100 Musiker auf.
Im Gegensatz zu anderen „Bestenlisten“ des Rolling Stone ist die Auswahl des Genre nicht weitestgehend auf Pop und Rock beschränkt, sondern umfasst auch Reggae, Funk, Blues und insbesondere den Jazz. Bei der Liste von Guitar World verhält es sich ähnlich. Das Rolling Stone Magazin führt fünf Frauen unter den Top 50 auf; auffällig ist hier, dass in der Liste der Guitar World nur drei Frauen aufgeführt sind, obwohl sie doppelt so viele Musiker umfasst.
Der Großteil der aufgeführten Musiker stammt aus den USA und Großbritannien (91 % beim Rolling Stone und 88 % bei Guitar World).

## Liste des Rolling-Stone-Magazins
| #  | Name                               | Lebensdaten | Band(s)                                                     |
| -- | ---------------------------------- | ----------- | ----------------------------------------------------------- |
| 1  | James Jamerson                     | 1936–1983   | hauptsächlich Studiomusiker von Motown                      |
| 2  | Charles Mingus                     | 1922–1979   | u. a. Miles Davis, Charlie Parker, Solo                     |
| 3  | John Entwistle                     | 1944–2002   | The Who                                                     |
| 4  | Bootsy Collins                     | * 1951      | u. a. James Brown                                           |
| 5  | Carol Kaye                         | * 1935      | u. a The Wrecking Crew, hauptsächlich Studiomusiker         |
| 6  | Jack Bruce                         | 1943–2014   | u. a. Cream, Solo                                           |
| 7  | Larry Graham                       | * 1946      | u. a. Sly & the Family Stone, Prince                        |
| 8  | Jaco Pastorius                     | 1951–1987   | u. a. Weather Report, Herbie Hancock, Solo                  |
| 9  | Paul McCartney                     | * 1942      | The Beatles, Wings, Solo                                    |
| 10 | Ron Carter                         | * 1937      | meistaufgenommener Bassist in der Geschichte des Jazz       |
| 11 | Phil Lesh                          | 1940–2024   | Grateful Dead                                               |
| 12 | Willie Dixon                       | 1915–1992   | u. a. Chess Records, Chuck Berry                            |
| 13 | Stanley Clarke                     | * 1951      | u. a. Art Blakey, Gil Evans, Stan Getz                      |
| 14 | John Paul Jones                    | * 1946      | Led Zeppelin                                                |
| 15 | Donald „Duck“ Dunn                 | 1941–2012   | The Blues Brothers                                          |
| 16 | Charlie Haden                      | 1937–2014   | u. a. Keith Jarrett, Chet Baker                             |
| 17 | Robbie Shakespeare                 | 1954–2021   | Sly & Robbie                                                |
| 18 | Chris Squire                       | 1948–2015   | Yes                                                         |
| 19 | Verdine White                      | * 1951      | Earth, Wind and Fire                                        |
| 20 | Rick Danko                         | 1943–1999   | The Band                                                    |
| 21 | Geezer Butler                      | * 1949      | Black Sabbath                                               |
| 22 | Flea                               | * 1962      | Red Hot Chili Peppers                                       |
| 23 | Bill Wyman                         | * 1936      | The Rolling Stones                                          |
| 24 | Geddy Lee                          | * 1953      | Rush                                                        |
| 25 | Cliff Burton                       | 1962–1986   | Metallica                                                   |
| 26 | Israel „Cachao“ López              | 1918–2008   | u. a. Tito Puente, Celia Cruz, Tito Rodríguez               |
| 27 | David Hood                         | * 1943      | u. a. James Brown, Glenn Frey, Carlos Santana               |
| 28 | Aston Francis „Family Man“ Barrett | 1946–2024   | u. a. The Wailers, Peter Tosh, Justin Hinds                 |
| 29 | Tina Weymouth                      | * 1950      | Talking Heads                                               |
| 30 | Bob Moore                          | 1932–2021   | einer der bedeutendsten Sessionmusiker der Country-Musik    |
| 31 | Bernard Edwards                    | 1952–1996   | Chic, Solo                                                  |
| 32 | Sting                              | * 1951      | The Police, Solo                                            |
| 33 | Lemmy Kilmister                    | 1945–2015   | Motörhead                                                   |
| 34 | Richard Davis                      | 1930–2023   | u. a. Sarah Vaughan, Van Morrison, Charlie Ventura          |
| 35 | Louis Johnson                      | 1955–2015   | The Brothers Johnson                                        |
| 36 | Les Claypool                       | * 1963      | Primus                                                      |
| 37 | John McVie                         | * 1945      | Fleetwood Mac                                               |
| 38 | Pino Palladino                     | * 1957      | hauptsächlich Studiomusiker, u. a. Phil Collins, Elton John |
| 39 | Kim Gordon                         | * 1953      | Sonic Youth                                                 |
| 40 | Bill Black                         | 1926–1965   | Elvis Presley, Solo                                         |
| 41 | George Porter Jr.                  | * 1947      | The Meters                                                  |
| 42 | Tony Levin                         | * 1946      | Peter Gabriel, King Crimson, Yes                            |
| 43 | Mike Watt                          | * 1957      | Minutemen, fIREHOSE                                         |
| 44 | Joseph Makwela                     | 1940–2023   | Makgona Tsohle Band                                         |
| 45 | Esperanza Spalding                 | * 1984      | Esperanza Spalding                                          |
| 46 | Peter Hook                         | * 1956      | Joy Division, New Order                                     |
| 47 | Leland Sklar                       | * 1947      | einer der gefragtesten Studiomusiker                        |
| 48 | Kim Deal                           | * 1961      | Pixies, The Breeders                                        |
| 49 | Duff McKagan                       | * 1964      | Guns N’ Roses                                               |
| 50 | Stephen „Thundercat“ Bruner        | * 1984      | u. a. Suicidal Tendencies, John Legend, Erykah Badu         |

## Liste des Guitar-World-Magazins
| #   | Name                               | Lebensdaten | Band(s)                                                                  |
| --- | ---------------------------------- | ----------- | ------------------------------------------------------------------------ |
| 1   | James Jamerson                     | 1936–1983   | hauptsächlich Studiomusiker von Motown                                   |
| 2   | Jaco Pastorius                     | 1951–1987   | u. a. Weather Report, Herbie Hancock, Solo                               |
| 3   | Paul McCartney                     | * 1942      | The Beatles, Wings, Solo                                                 |
| 4   | Larry Graham                       | * 1946      | u. a. Sly & the Family Stone, Prince                                     |
| 5   | Stanley Clarke                     | * 1951      | u. a. Art Blakey, Gil Evans, Stan Getz                                   |
| 6   | Ron Carter                         | * 1937      | meistaufgenommener Bassist in der Geschichte des Jazz                    |
| 7   | John Entwistle                     | 1944–2002   | The Who                                                                  |
| 8   | Anthony Jackson                    | * 1952      | hauptsächlich Studiomusiker, u. a. Paul Simon, Chick Corea               |
| 9   | Ray Brown                          | 1926–2002   | u. a. Ella Fitzgerald, Charlie Parker, Solo                              |
| 10  | Marcus Miller                      | * 1959      | einer der gefragtesten Studiomusiker                                     |
| 11  | Jack Bruce                         | 1943–2014   | u. a. Cream, Solo                                                        |
| 12  | Charles Mingus                     | 1922–1979   | u. a. Miles Davis, Charlie Parker, Solo                                  |
| 13  | Geddy Lee                          | * 1953      | Rush                                                                     |
| 14  | Victor Wooten                      | * 1964      | u. a. Béla Fleck and the Flecktones, Mike Stern, Solo                    |
| 15  | Pino Palladino                     | * 1957      | hauptsächlich Studiomusiker, u. a. Phil Collins, Elton John              |
| 16  | Scott LaFaro                       | 1936–1961   | u. a. Victor Feldman, Stan Kenton, Benny Goodman                         |
| 17  | Chuck Rainey                       | * 1940      | hauptsächlich Studiomusiker, u. a. Eddie Harris, Steely Dan              |
| 18  | Bootsy Collins                     | * 1951      | u. a. James Brown                                                        |
| 19  | Rocco Prestia                      | 1951–2020   | Tower of Power                                                           |
| 20  | John Patitucci                     | * 1959      | hauptsächlich Studiomusiker, u. a. Dizzy Gillespie, Carly Simon          |
| 21  | John Paul Jones                    | * 1946      | Led Zeppelin                                                             |
| 22  | Paul Chambers                      | 1935–1969   | u. a. Miles Davis, Quincy Jones, Cannonball Adderley                     |
| 23  | Jack Casady                        | * 1944      | Jefferson Airplane, Hot Tuna                                             |
| 24  | Israel „Cachao“ López              | 1918–2008   | u. a. Tito Puente, Celia Cruz, Tito Rodríguez                            |
| 25  | Carol Kaye                         | * 1935      |                                                                          |
| 26  | Chris Squire                       | 1948–2015   | Yes                                                                      |
| 27  | Verdine White                      | * 1951      | Earth, Wind and Fire                                                     |
| 28  | George Porter Jr.                  | * 1947      | The Meters                                                               |
| 29  | Billy Sheehan                      | * 1953      | u. a. David Lee Roth, Mr. Big, The Winery Dogs                           |
| 30  | Flea                               | * 1962      | Red Hot Chili Peppers                                                    |
| 31  | Leland Sklar                       | * 1947      | einer der gefragtesten Studiomusiker                                     |
| 32  | Will Lee                           | * 1952      | hauptsächlich Studiomusiker, u. a. Herbie Mann, Horace Silver            |
| 33  | Les Claypool                       | * 1963      | Primus                                                                   |
| 34  | Oscar Pettiford                    | 1922–1960   | u. a Coleman Hawkins, Roy Eldridge, hauptsächlich Studiomusiker          |
| 35  | Aston Francis „Family Man“ Barrett | 1946–2024   | u. a. The Wailers, Peter Tosh, Justin Hinds                              |
| 36  | Tony Levin                         | * 1946      | Peter Gabriel, King Crimson, Yes                                         |
| 37  | Jimmy Blanton                      | 1918–1942   | Duke Ellington                                                           |
| 38  | Louis Johnson                      | 1955–2015   | The Brothers Johnson                                                     |
| 39  | Nathan East                        | * 1955      | u. a Fourplay, hauptsächlich Studiomusiker                               |
| 40  | Donald „Duck“ Dunn                 | 1941–2012   | The Blues Brothers                                                       |
| 41  | Charlie Haden                      | 1937–2014   | u. a. Keith Jarrett, Chet Baker                                          |
| 42  | Abe Laboriel                       | * 1947      | u. a Koinonia, hauptsächlich Studiomusiker                               |
| 43  | Joe Osborn                         | 1937–2018   | u. a The Wrecking Crew, hauptsächlich Studiomusiker                      |
| 44  | Paul Jackson                       | 1947–2021   | u. a. Herbie Hancock, Azteca                                             |
| 45  | Geezer Butler                      | * 1949      | Black Sabbath                                                            |
| 46  | Berry Oakley                       | 1948–1972   | The Allman Brothers Band                                                 |
| 47  | Eddie Gomez                        | * 1944      | u. a. Miles Davis, Wayne Shorter, Herbie Hancock                         |
| 48  | Andrew Gouche                      | * 1959      | u. a. Chaka Khan, Donna Summer                                           |
| 49  | Willie Weeks                       | * 1947      | hauptsächlich Studiomusiker, u. a. George Harrison, David Bowie          |
| 50  | Bakithi Kumalo                     | * 1956      | hauptsächlich Studiomusiker, u. a. Paul Simon, Cyndi Lauper              |
| 51  | Steve Harris                       | * 1956      | Iron Maiden                                                              |
| 52  | Gary Willis                        | * 1957      | u. a. Wayne Shorter, Dennis Chambers, Solo                               |
| 53  | Bernard Edwards                    | 1952–1996   | Chic, Solo                                                               |
| 54  | Jeff Berlin                        | * 1953      | hauptsächlich Solo                                                       |
| 55  | Cliff Burton                       | 1962–1986   | Metallica                                                                |
| 56  | Steve Swallow                      | * 1940      | u. a. George Benson, Jimmy Giuffre, Bob Moses                            |
| 57  | Phil Lesh                          | 1940–2024   | Grateful Dead                                                            |
| 58  | Edgar Meyer                        | * 1960      |                                                                          |
| 59  | Bob Babbitt                        | 1937–2012   | The Funk Brothers                                                        |
| 60  | Meshell Ndegeocello                | * 1968      | u. a. Chaka Khan, Carlos Santana, Solo                                   |
| 61  | Jerry Jemmott                      | * 1942      | hauptsächlich Studiomusiker                                              |
| 62  | Matt Garrison                      | * 1970      | u. a. Chaka Khan, John McLaughlin, Solo                                  |
| 63  | Lemmy Kilmister                    | 1945–2015   | Motörhead                                                                |
| 64  | Oteil Burbridge                    | * 1967      | The Allman Brothers Band, Dead & Company                                 |
| 65  | Richard Bona                       | * 1968      |                                                                          |
| 66  | Niels-Henning Ørsted Pedersen      | 1946–2005   | u. a. Sonny Rollins, Oscar Peterson, Kenny Drew                          |
| 67  | Doug Wimbish                       | * 1956      | u. a. Jeff Beck, Mick Jagger, Madonna                                    |
| 68  | Dave Holland                       | * 1946      | u. a. Miles Davis, Barry Altschul, Chris Potter                          |
| 69  | Robbie Shakespeare                 | 1954–2021   | Sly & Robbie                                                             |
| 70  | Jimmy Johnson                      | * 1956      | u. a. James Taylor, Allan Holdsworth, Flim & the BB’s                    |
| 71  | Christian McBride                  | * 1972      | u. a. Joe Henderson, Wynton Marsalis, Solo                               |
| 72  | Victor Bailey                      | * 1960      | hauptsächlich Studiomusiker, u. a. Lenny White, Lady Gaga                |
| 73  | Michael Manring                    | * 1960      | hauptsächlich Studiomusiker, u. a. Steve Morse, David Cullen             |
| 74  | Dee Murray                         | 1946–1992   | Elton John                                                               |
| 75  | Sting                              | * 1951      | The Police, Solo                                                         |
| 76  | Esperanza Spalding                 | * 1984      | Esperanza Spalding                                                       |
| 77  | Peter Hook                         | * 1956      | Joy Division, New Order                                                  |
| 78  | Mark King                          | * 1958      | Level 42, Gizmodrome                                                     |
| 79  | Justin Chancellor                  | * 1971      | Tool, Peach                                                              |
| 80  | Tim Bogert                         | 1944–2021   | Vanilla Fudge; Cactus; Beck, Bogert & Appice                             |
| 81  | Stuart Hamm                        | * 1960      | u. a. Joe Satriani, Steve Vai, Solo                                      |
| 82  | David Hood                         | * 1943      | u. a. James Brown, Glenn Frey, Carlos Santana                            |
| 83  | Jonas Hellborg                     | * 1958      | u. a. Ginger Baker, Bill Laswell, Shawn Lane                             |
| 84  | John Deacon                        | * 1951      | Queen                                                                    |
| 85  | Bill Black                         | 1926–1965   | Elvis Presley, Solo                                                      |
| 86  | Red Mitchell                       | 1927–1992   | u. a. Gerry Mulligan, Woody Herman, Lee Konitz                           |
| 87  | Michael Rhodes                     | 1953–2023   | hauptsächlich Studiomusiker, u. a. Joe Bonamassa, Notorious Cherry Bombs |
| 88  | Bobby Rodríguez                    | 1927–2002   | u. a. Dizzy Gillespie                                                    |
| 89  | Mike Watt                          | * 1957      | Minutemen, fIREHOSE                                                      |
| 90  | Stephen „Thundercat“ Bruner        | * 1984      | u. a. Suicidal Tendencies, John Legend, Erykah Badu                      |
| 91  | Hadrien Feraud                     | * 1984      | u. a. John McLaughlin, Sylvain Luc                                       |
| 92  | Bobby Vega                         |             |                                                                          |
| 93  | Bill Laswell                       | * 1955      | Solo                                                                     |
| 94  | Willie Dixon                       | 1915–1992   | u. a. The Rolling Stones, Cream, Jimi Hendrix                            |
| 95  | Mick Karn                          | 1958–2011   | u. a. Midge Ure, Kate Bush, David Torn, Japan                            |
| 96  | Bob Moore                          | 1932–2021   | einer der bedeutendsten Sessionmusiker der Country-Musik                 |
| 97  | Ronald Baker                       | 1947–1990   | u. a. The Trammps                                                        |
| 98  | Leroy „Slam“ Stewart               | 1914–1987   | u. a. Gene Rodgers, Hank Jones, Peter Appleyard                          |
| 99  | Walter Page                        | 1900–1957   | u. a. Benny Goodman, Fats Waller, Count Basie                            |
| 100 | Percy Jones                        | * 1947      | u. a. Suzanne Vega, Brian Eno, Adrian Henri                              |